# Timeu (diálogo)
Timeu (em grego clássico: Τίμαιος; romaniz.: Timaios; em latim: Timaeus) é um dos diálogos de Platão, com um longo monólogo do personagem-título, escrito por volta de 360 a.C. O trabalho apresenta a especulação sobre a natureza do mundo físico e os seres humanos. É seguido pelo diálogo Crítias.
Falantes do diálogo são Sócrates, Timeu de Locros, Hermócrates e Crítias. Alguns estudiosos acreditam que Crítias que aparece no diálogo não é o mesmo Crítias da Tirania dos Trinta, mas seu avô, que também era chamado Crítias.

## Personagens
Sócrates, Crítias, Timeu e Hermócrates.

## Sinopse

### Introdução

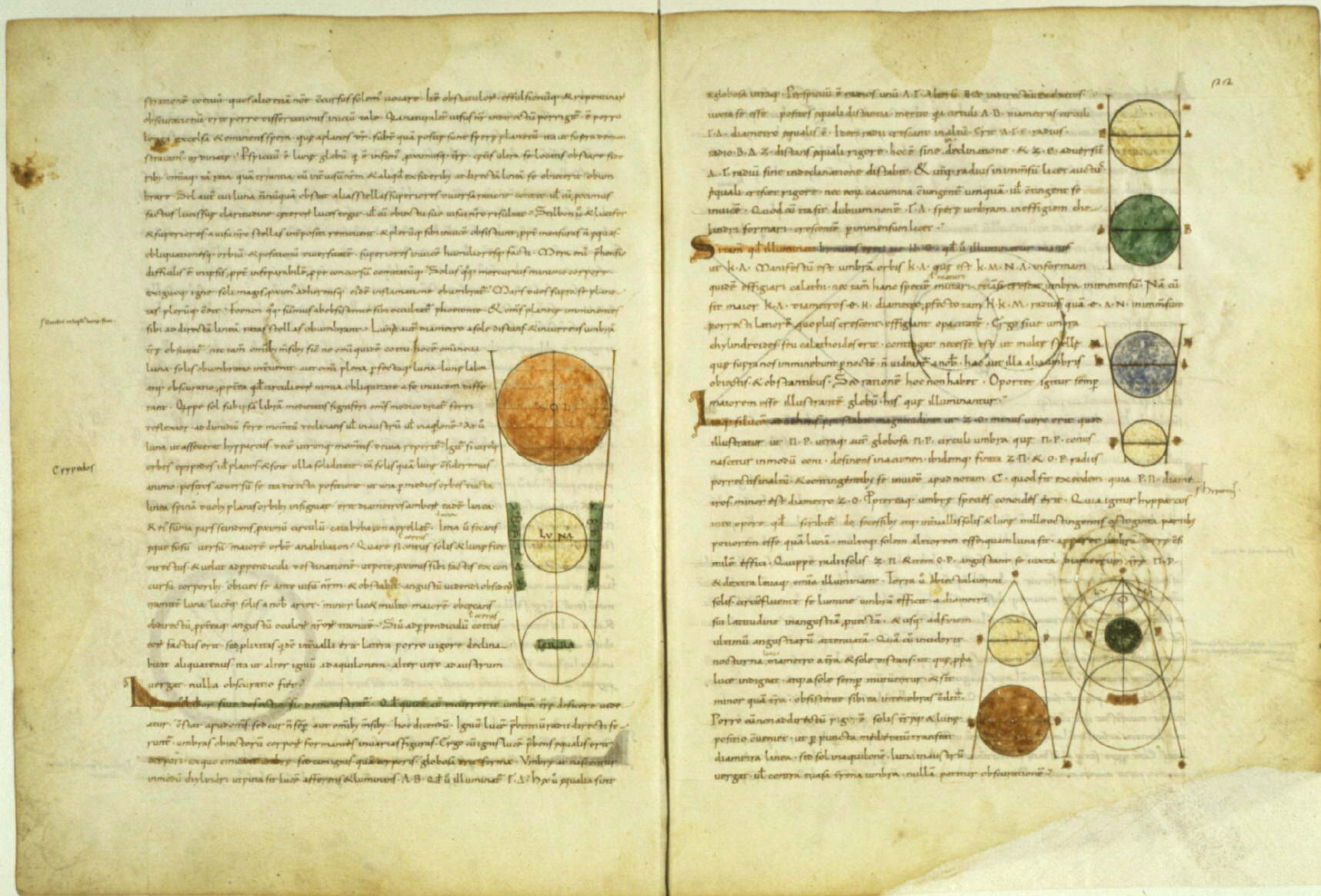
Manuscrito de Timeu, tradução para latim de Calcídio

O diálogo ocorre um dia após Sócrates descrever sua cidade ideal. Tal discussão é descrita em  A República. Sócrates sente que sua descrição de cidade ideal não fora suficiente para fins de entretenimento e convida Timeu, Crítias e Hermócrates a darem sequência ao seu relato (20a, 20b).
Hermócrates sugere que Crítias o faça (20d). Crítias começa a contar a história da viagem de Sólon ao Egito, onde ouviu a história de Atlântida e de como Atenas costumava ser um estado ideal que, posteriormente, travaria uma guerra contra Atlântida (25a). Crítias  menciona que Timeu contará parte da história da origem do Universo para o homem. A história de Atlântida é adiada e escrita então em Crítias. O conteúdo principal do diálogo segue com a exposição de Timeu.

### A Natureza do Mundo Físico
Timeu começa com uma distinção entre o mundo físico e o mundo eterno. O mundo físico é o mundo que muda e perece: é o objeto de parecer e de sensação irracional. O mundo eterno não muda nunca: por isso é apreendido pela razão (28).
Os discursos sobre os dois mundos são condicionados pela natureza distinta de seus objetos. De fato, "uma descrição do que é imutável, fixo e claramente inteligível será imutável e fixo", (29b), enquanto uma descrição do que muda, provavelmente, também vai mudar e ser apenas provável.
Timeu sugere que nada "se torna ou muda" sem causa, então a causa do universo deve ser um demiurgo ou um deus, uma figura que Timeu refere-se a como o pai e criador do universo. E já que o universo é justo, o demiurgo deve ter olhado para o modelo eterno para transformá-lo e não à um modelo perecível (29a). Assim, usando o mundo eterno e perfeito de "formas" ou ideais como um modelo, ele começou a criar o nosso mundo, que anteriormente só existia em um estado de desordem.

## Questões relativas à obra
No diálogo Timeu, Platão utiliza a noção de demiurgo como inteligência ordenadora do Universo, noção esta que Platão recebeu de Anaxágoras. Todavia, diferentemente deste Nous de Anaxágoras, o Demiurgo em Platão não seria apenas inteligência, uma vez que haveria nele um caráter artesanal, que constitui, ao lado da persuasão e da ação ordenadora, a atividade prática desse artífice. O Demiurgo contempla e produz, existindo nele atividades teórica e prática inseparáveis. Ele não seria um simples artesão, mas aquele que produz transferindo para as cópias as virtudes de um modelo. O Demiurgo visa à Ideia do Bem e a espelha na criação: 
"Sendo, portanto, a natureza necessária de todas essas coisas, o Demiurgo, do mais belo e bom, assumiu-as naquele tempo entre as coisas geradas quando Ele estava engendrando o Deus autossuficiente e mais perfeito; e suas propriedades inerentes ele usou como causas subservientes, mas Ele mesmo projetou o Bem em tudo o que estava sendo gerado." 
No diálogo, há uma série de analogias ligadas ao trabalho manual do artesão. De fato, o Demiurgo produz a "Alma do Mundo", a "alma humana" e a "alma vegetativa" utilizando técnicas de metalurgia (35a-b, 41d, 77a); constitui o "Corpo do Mundo" como uma construção (semelhante a construção de prédios: 34b, 36d-e); na produção da esfericidade do "Corpo do Mundo" (33b), na fabricação dos ossos (73e) e do esqueleto (73e - 74a) utiliza técnicas de cerâmica. Além disso, é qualificado de modelador de cera (74c) e conhecedor da arte de entrançar (78b-c).
Além disso, no Timeu encontra-se a "teoria das formas inteligíveis", que explicaria a natureza do mundo sensível. Pelas ideias poder-se-ia explicar a natureza do universo ou da totalidade das coisas sensíveis. Estas estão sujeitas a geração e foram criadas de acordo com um modelo (paradigma eterno). Assim, causas imutáveis seriam aplicadas ao que é instável por natureza e as coisas sensíveis teriam nas formas inteligíveis a própria possibilidade de existência.
As "formas inteligíveis" existiriam em si mesmas ou teriam em si mesmas seu próprio princípio de existência (51b-c), não dependendo do Demiurgo para existir. Elas seriam também eternas (27d, 29a, 37d-e, 52a) e não poderiam existir no que é apenas imortal, pois o Demiurgo é imortal, mas não é eterno(12). O ser das Formas ou Ideias passariam a se manifestar do mundo inteligível no mundo sensível através do que Platão chamou de um "terceiro tipo" pelo nome de khôra, um recipiente sem formas ou um "não-ser", e através da qual todas as Formas seriam "copiadas" e manifestadas nas formas sensíveis transitórias.

## Citação
No diálogo o personagem Timeu, após a fala de Crítias, que inclui curto relato sobre a Atlântida, inicia sua explicação sobre a origem do universo até a criação do homem e lança algumas questões fundamentais:
| “ | Timeu: ... A meu parecer, será preciso, de início, distinguir o seguinte. Em que consiste o que sempre existiu e nunca teve princípio? E em que consiste o que devém e nunca é? O primeiro é apreendido pelo entendimento com a ajuda da razão (em grego: λόγου), por ser sempre igual a si mesmo, enquanto o outro o é pela opinião (em grego: δόξῃ), secundada pela sensação (em grego: αἰσθήσεως) carecente de razão (em grego: ἀλόγου), porque a todo instante nasce e perece, sem nunca ser verdadeiramente. E agora: tudo o que nasce ou devém procede necessariamente de uma causa (em grego: αἰτίου), porque nada pode originar-se sem causa. | ” |